# ESO 540-030
ESO 540-030 è una debole galassia nana (IABm) che fa parte del Gruppo dello Scultore, l'ammasso di galassie più vicino al Gruppo Locale dove risiede la Via Lattea. L'aspetto è quello di una galassia che mostra una notevole dispersione delle sue fioche stelle.
ESO 540-030 si trova a circa 11 milioni di anni luce dalla Terra. Le difficoltà nell'osservazione di questa galassia sono legate alla presenza di altre galassie alle spalle di ESO 540-030 e a cinque stelle brillanti della Via Lattea interposte sulla linea di vista tra il nostro Sistema Solare e la debole galassia.